# STS-35
STS-35 foi uma missão da nave Columbia, realizada em dezembro de 1990, que colocou em órbita o observatório espacial ASTRO-1.

## Tripulação
| Posição                  | Astronauta      |
| ------------------------ | --------------- |
| Comandante               | Vance Brand     |
| Piloto                   | Guy Gardner     |
| Especialista de missão 1 | Jeffrey Hoffman |
| Especialista de missão 2 | John Lounge     |
| Especialista de missão 3 | Robert Parker   |
| Especialista de carga 1  | Samuel Durrance |
| Especialista de carga 2  | Ronald Parise   |

## Principais fatos
O lançamento havia sido marcado originalmente para o dia 16 de Maio de 1990. Porém um anúncio da Revisão de Preparo para o Voo (FRR) fez com que a data de lançamento fosse adiada, para que fosse realizada uma mudança na válvula proporcional defeituosa do sistema de resfriamento. Em outra revisão, executada em 30 de Maio, o lançamento que seria neste mesmo dia foi cancelado durante o abastecimento, devido a uma pequena fuga de hidrogênio na plataforma de lançamento e uma grande fenda no dispositivo de desconexão rápida de 432 mm do tanque externo/orbitador. Também foi detectado hidrogênio no compartimento posterior que possivelmente estaria associado como o buraco encontrado no dispositivo umbilical de 432 mm.
A abertura no dispositivo umbilical foi confirmada por um teste no tanque em 6 de Junho. Esta falha não pode ser reparada na base de lançamento e o veículo teve que retornar para o Edifício de Montagem de Veículos em 12 de Junho, tendo sido desmontado e transferido para o OPF. A mudança do dispositivo umbilical utilizou uma parte emprestada do orbitador Endeavour; o tanque externo se encaixou com este novo dispositivo. A carga ASTRO-1 recebeu manutenções regularmente e permaneceu no compartimento de carga do Columbia durante os reparo e o reprocessamento do mesmo.
O Columbia foi levado novamente ao Pad A em 9 de agosto para suportar uma data de lançamento de 1 de setembro. Dois dias antes do lançamento, a caixa de aviônica na porção BBXRT da carga ASTRO-1 apresentou um mal-funcionamento e teve que ser removida e verificada. O lançamento foi transferido para o dia 6 de Setembro. Durante o abastecimento, altas concentrações de hidrogênio foram detectadas no compartimento posterior do orbitador, levando a outro adiamento no lançamento. Os gerentes da NASA concluíram que o Columbia passou por diferentes vazamentos de hidrogênio durante este processo: um no dispositivo umbilical (que já havia sido substituído) e um ou mais no compartimento posterior, que teve sua superfície substituída. As suspeitas se voltaram a um grupo de três bombas de recirculação de hidrogênio no compartimento posterior. Estas foram substituídas e examinadas. A vedação de Teflon na pré-valvula no motor principal número três também foi substituída. O lançamento foi então marcado para o dia 18 de Setembro, porém um vazamento de combustível no compartimento superior ocorreu novamente durante o abastecimento, e a missão foi adiada novamente. A missão STS-35 foi colocada em espera até que o problema fosse resolvido pelo time especial tiger escolhido pelo diretor do ônibus espacial.

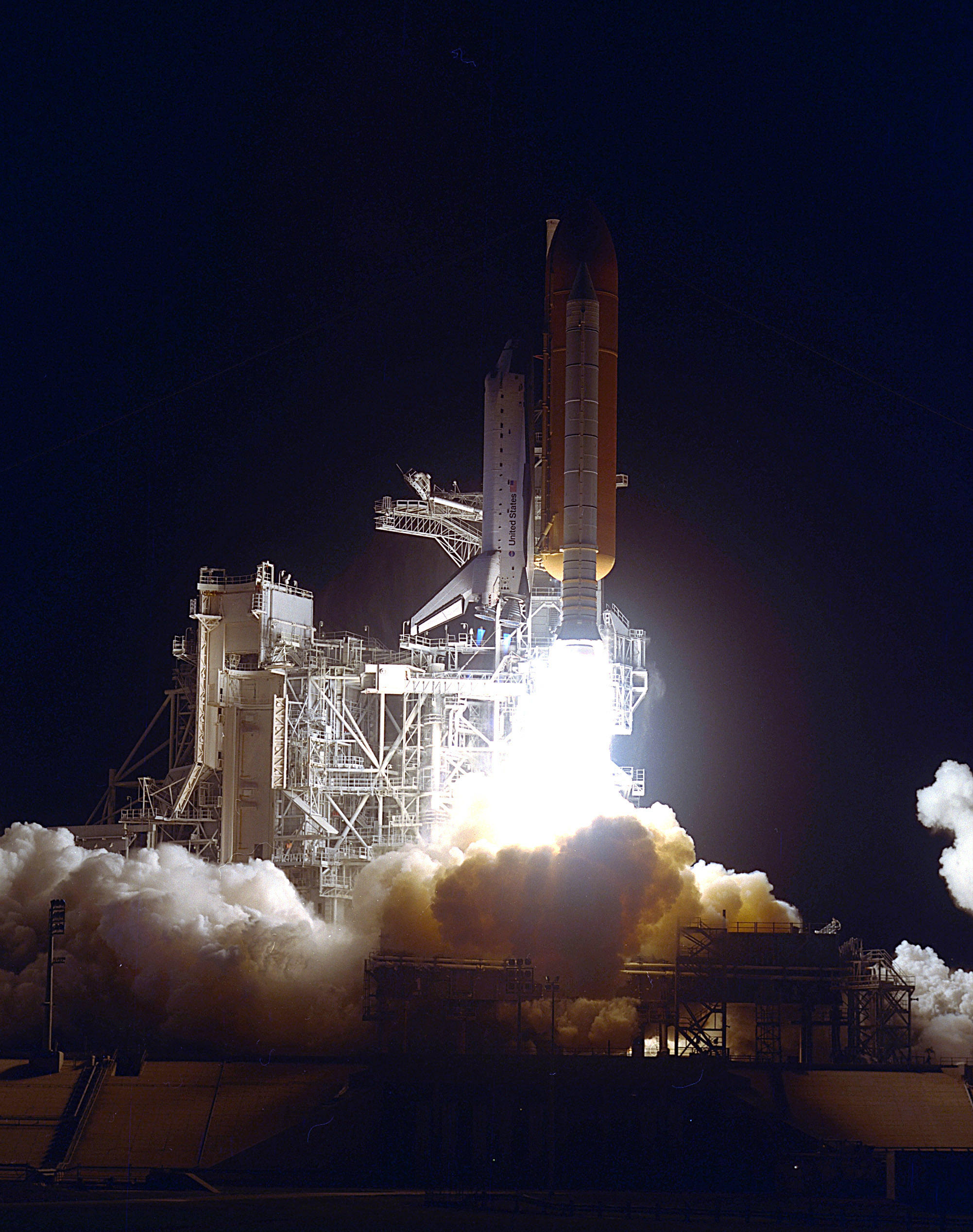
O lançamento da STS-35.

A Columbia foi transferido para o Pad B em 8 de outubro para permitir o lançamento do Atlantis na missão STS-36. O furacão Klaus forçou uma nova rolagem ao Edifício de Montagem de Veículos em 9 de outubro. O veículo foi transferido de volta ao Plataforma B em 14 de outubro. Um teste de tanque foi conduzido em 30 de outubro, utilizando sensores especiais, câmeras de vídeo e utilizando uma porta transparente de plexiglas no compartimento posterior, nenhuma fuga excessiva de hidrogênio foi detectada. A decolagem em 2 de dezembro atrasou 21 minutos para permitir que a Força Aérea observa-se as nuvens de baixa altitude que poderiam impedir a cobertura da ascendência do veículo. O peso no lançamento foi de 116 294 kg.
Os objetivos primários eram observações da esfera celestial na astronomia ultravioleta e de raios X com o observatório ASTRO-1 que consistia de quatro telescópios: o Telescópio Ultravioleta Hopkins (HUT); o Experimento de Foto-Polarímetro Ultravioleta Wisconsin (WUPPE); o Telescópio de Imagens Ultravioleta (UIT); e o Telescópio de Raio X de Banda Larga (BBXRT). Os telescópio montados nos elementos do Spacelab no compartimento de carga eram para terem sido operados em turnos pelo grupo da missão. A perda de ambas as unidades de display da dados (utilizada para apontar os telescópios e instrumentos de operação) durante a missão teve impacto sobre os procedimentos planejados pelo grupo e forçou os times em terra no Marshall Space Flight Center a mirar os telescópios ultravioleta com um ajuste preciso feito pelo grupo em voo. O BBXRT, também montando no compartimento de carga, foi controlado exteriormente por operadores em terra do Centro de Voo Espacial Goddard e este não foi afetado. Outros experimento incluíram o Experimento de Rádio Amardor em Ônibus Espacial 2 (SAREX-2); um experimento baseado em terra para calibrar sensores eletro-ópticos na Air Force Maui Optical Site (AMOS) no Havaí, e um Programa do Espaço para Salas de Aula conduzido, o assunto do programa eram as estrelas, e este buscava aumentar o interesse dos estudantes pela ciência, matemática e tecnologia. O grupo passou por problemas durante a eliminação de água suja devido a um dreno obstruído, porém resolveu este problema utilizando containers livres. A missão foi reduzida em um dia para evitar o mal tempo em Edwards, na Califórnia. As equipes de cientistas nos Centros de Voos Espaciais Marshall e Goddard estimaram que 70% dos dados científicos planejados foram obtidos.
A aterrissagem ocorreu em 10 de dezembro de 1990, às 9h54min08 p.m. PST, na Pista 22 do Base Aérea de Edwards, Califórnia. A distância de rolagem foi de: 10 447 pés (3,2 km), o tempo de rolagem foi de 58 segundos. O ônibus espacial retornou ao Centro Espacial John F. Kennedy em 20 de Dezembro. O peso na aterrissagem foi de 102 208 kg.